# Artabotrys costatus
Artabotrys costatus är en kirimojaväxtart som beskrevs av George King. Artabotrys costatus ingår i släktet Artabotrys och familjen kirimojaväxter. Inga underarter finns listade i Catalogue of Life.